# Bernard Baars
Bernard J. Baars (* 1946 in Amsterdam, Niederlande) ist ein US-amerikanischer Kognitionswissenschaftler, der durch seine Global Workspace Theory (Theorie des globalen Arbeitsraums) des Bewusstseins bekannt wurde.

## Leben
Bereits als Kind zog Baars in die USA, wo er 1970 seinen Bachelor in Psychologie an der University of California, Los Angeles erwarb. Nach einem PhD in Kognitionspsychologie an der gleichen Universität lehrte Baars an der State University of New York und der University of California, Berkeley. Seit 2001 ist er Senior Fellow für theoretische Neurobiologie am The Neurosciences Institute in La Jolla bei San Diego. Von 1994 bis 1996 war Baars Gründungspräsident der Association for the Scientific Study of Consciousness (ASSC).

## Werk
Bekannt wurde Baars durch seine Global Workspace Theory (Theorie des globalen Arbeitsraums), die er bereits 1986 in dem Buch A cognitive theory of consciousness mit dem Ziel formulierte, einen kognitionswissenschaftlichen Zugang zum Phänomen des Bewusstseins zu liefern. Baars’ Ausgangspunkt ist die Beobachtung, dass weite Teile der menschlichen Informationsverarbeitung unbewusst ablaufen und nur ein Bruchteil der aufgenommenen Informationen ins Bewusstsein gelangt. Dabei zeichnen sich nach Baars die bewusst gemachten Informationen dadurch aus, dass sie dem Menschen in einer besonderen Weise zur Verfügung stehen: Eine bewusst gewordene Information kann etwa mit Gedächtnis- oder Wahrnehmungsinhalten abgeglichen werden und als Grund für motorische oder sprachliche Aktionen dienen. Eine derart allgemeine Verfügbarkeit findet man bei unbewussten Informationen nicht, die etwa häufig unabhängig vom Wissen zu einer bestimmten Reaktion führen oder nicht sprachlich artikuliert werden können. Bewusstseinsinhalte sind nach Baars also wesentlich dadurch ausgezeichnet, dass sie anderen kognitiven Systemen zur Weiterverarbeitung in einem globalen Arbeitsraum präsentiert werden. In diesem Sinne erklärt Baars:
| The narrow limits of consciousness have a compensating advantage: consciousness seems to act as a gateway, creating access to essentially any part of the nervous system. Even single neurons can be controlled by way of conscious feedback. Conscious experience creates access to the mental lexicon, to autobiographical memory, and to voluntary control over automatic action routines. |  | Die engen Grenzen des Bewusstseins bieten einen ausgleichenden Vorteil: Das Bewusstsein scheint wie ein Tor zu funktionieren, das Zugang zu jedem Teil des Nervensystems bildet. Sogar einzelne Neurone können durch bewusstes Feedback kontrolliert werden. Bewusste Erfahrungen schaffen Zugang zum mentalen Lexikon, dem autobiographischen Gedächtnis und der willentlichen Kontrolle über automatisierte Handlungsroutinen. |

## Wirkung
Baars’ Theorie hat auf verschiedene Weisen in die Kognitionswissenschaften gewirkt. Zum einen ergänzt sich sein Ansatz mit den kognitiven Architekturen, die Ergebnisse der kognitiven Psychologie in einem umfassenden Computermodell zusammenzufassen. Solche Architekturen haben das Ziel, menschliche Informationsverarbeitungsprozesse zu simulieren. Dabei bestehen die Modelle häufig aus einer Reihe Modulen, die um eine zentrale Verarbeitungseinheit organisiert sind. Eine derartige zentrale Verarbeitungseinheit entspricht in etwa dem globalen Arbeitsraum im Sinne von Baars. Wirksam ist Baars’ Theorie in der kognitiven Neurowissenschaft. So hat etwa Stanislas Dehaene in den letzten Jahren versucht, Baars’ Ansatz durch Erkenntnisse aus der Hirnforschung zu stützen.
Die Theorie des globalen Arbeitsraums hat auch in die Philosophie des Geistes gewirkt, so ist etwa Ned Blocks Unterscheidung zwischen access consciousness (Zugangsbewusstsein) und pheonomenal consciousness (phänomenales Bewusstsein) beeinflusst. Das Zugangsbewusstsein ist durch die Merkmale charakterisiert, die Baars in seinem Global Workspace Model beschreibt. So ist sich eine Person ihrer Angst im Sinne des Zugangsbewusstseins bewusst, wenn sie etwa sagen kann „Ich habe Angst.“ oder auf ihre Angst als expliziten Gedächtnisinhalt zurückgreifen kann. Als phänomenales Bewusstsein gilt hingegen der Erlebnisgehalt des Bewusstseins, etwa das subjektive Erleben von Angst. Der Begriff des phänomenalen Bewusstseins deckt sich daher weitgehend mit dem Begriff der Qualia. Akzeptiert man Blocks Unterscheidung, so ergeben sich zugleich Erklärungsgrenzen von Baars’ Modell. Die Global Workspace Theory kann allenfalls eine Erklärung für das Zugangsbewusstsein bieten, ein Erklärungsansatz für das phänomenale Bewusstsein wird nicht geliefert.

## Veröffentlichungen (Auswahl)
- Bernard Baars: The cognitive revolution in psychology, NY: Guilford Press, 1986, ISBN 0-89862-912-8.
- Bernard Baars: A cognitive theory of consciousness, NY: Cambridge University Press 1988, ISBN 0-521-30133-5.
- Bernard Baars: The experimental psychology of human error: Implications for the architecture of voluntary control, NY: Plenum Press, Series on Cognition and Language, 1992, ISBN 0-306-43866-6
- Bernard Baars: In the Theater of Consciousness: The Workspace of the Mind, NY: Oxford University Press, 1997, ISBN 0-19-514703-0.
- Bernard Baars and Nicole M. Gage: Cognition, Brain and Consciousness: An Introduction to Cognitive Neuroscience, London: Elsevier/Academic Press, 2007, ISBN 978-0-12-373677-2.